# Tramwaje w Magnitogorsku
Tramwaje w Magnitogorsku – system komunikacji tramwajowej w rosyjskim mieście Magnitogorsk, w obwodzie czelabińskim.

## Historia
Tramwaje w Magnitogorsku otwarto 18 stycznia 1935 r. jako elektryczne, szerokotorowe (1524 mm) o długości 11 km. W 1941 r. długość linii wynosiła 22,5 km. W ciągu następnych lat rozbudowywano sieć tramwajową, także w 1955 r. długość tras wzrosła do 52,5 km, a w 1965 r. do 89 km. W najbliższych latach planowana jest dalsza rozbudowa tras, a w dalszej przyszłości budowa kolejnego mostu nad rzeką Ural.

## Linie
W Magnitogorsku funkcjonuje 38 linii tramwajowych.

## Zajezdnia
Pierwsza zajezdnia mogła pomieścić 45 wagonów. W 1961 r. otwarto drugą zajezdnię na 100 wagonów. W 1997 na południu miasta otwarto zajezdnię nr 3. W 2019 r. w Magnitogorsku działały tylko dwie zajezdnie (zajezdnię nr 2 zamknięto 22 lipca 2010 r.).

## Tabor
W 1941 r. w Magnitogorsku było eksploatowanych 32 z 36 wagonów. Liczba wagonów w 1955 wynosiła 113. Dziesięć lat później liczba wagonów wzrosła do 240. Według stanu z lipca 2019 r. eksploatowanych jest 190 wagonów, z czego większość to tramwaje typu KTM-5:
| Typ                   | Liczba |
| --------------------- | ------ |
| KTM-5M3               | 111    |
| KTM-5A                | 22     |
| KTM-5 (mod. Gorizont) | 4      |
| KTM-8KM               | 26     |
| KTM-19K               | 2      |
| KTM-19KT              | 12     |
| 71-623-02.01          | 15     |
| 71-623-02.02          | 5      |